# Norwich Union Open
El Norwich Union Open fue un torneo de snooker, profesional y de invitación, que se celebró en el hotel Piccadilly de la ciudad inglesa de Londres. John Spencer se proclamó campeón de las dos ediciones que se disputaron: le venció a John Pulman en la final de la de 1973 y resultó ganador de la de 1974 al imponerse a Ray Reardon en el partido decisivo.

## Historia

### Ganadores
| Año  | Ganador      | Resultado | Subcampeón  | Referencias |
| ---- | ------------ | --------- | ----------- | ----------- |
| 1973 | John Spencer | 8-7       | John Pulman | [ 1 ]       |
| 1974 | John Spencer | 10-9      | Ray Reardon | [ 1 ]       |